# Station Rycerka
Station Rycerka is een spoorwegstation in de Poolse plaats Rycerka Dolna.